# Junos OS
 Junos OS (còn gọi là Hệ điều hành Mạng Juniper)  là hệ điều hành dựa trên FreeBSD được sử dụng trong các bộ định tuyến phần cứng của hãng Juniper Networks. Đây là một hệ điều hành được sử dụng trong các thiết bị định tuyến (router), chuyển mạch (switch) và bảo mật của Juniper. Juniper cung cấp Bộ công cụ phát triển phần mềm (Software Development Kit - SDK) cho các đối tác và khách hàng để cho phép tùy chỉnh bổ sung.
Junos OS trước đây được đặt tên là Juniper Junos và thường được gọi tắt là Junos, là thương hiệu chung của Juniper Networks, bao gồm các dòng sản phẩm khác như Junos Fusion.
Một số ưu điểm chính của Junos OS bao gồm:
- Thiết kế mô-đun: Mọi tiến trình (process) và thành phần trong cấu hình của thiết bị mạng Juniper là độc lập. Một sự cố trên một mô-đun sẽ không ảnh hưởng đến phần còn lại của hệ thống.[9]
- Khả năng tương thích: Mọi thiết bị chuyển mạch (switch), bộ định tuyến (router) hoặc thiết bị khác của Juniper đều chạy cùng một hệ điều hành Junos[9]

## Phiên bản
Junos cung cấp một mã nguồn duy nhất trên hầu hết các nền tảng của Juniper. Juniper phát hành một bản phát hành mới của Junos cứ sau 90 ngày kể từ năm 1998. 

## Tính năng
Junos hỗ trợ một loạt các giao thức định tuyến. Với việc giới thiệu nền tảng SRX và J-series (phiên bản trước đây là 9.3), nó cũng hỗ trợ "chế độ dòng chảy - flow mode", bao gồm tường lửa trạng thái (stateful firewall), NAT và IPsec. Đây là ngôn ngữ định tuyến theo chính sách (routing policy) linh hoạt được sử dụng để kiểm soát quảng bá định tuyến (route advertisements) và lựa chọn đường đi (path selection).
Về tổng quan, Junos tuân thủ các tiêu về định tuyến và MPLS.
Hệ điều hành hỗ trợ các cơ chế sẵn sàng cao (High Availability - HA).

## Kiến trúc
Hệ điều hành Junos chủ yếu dựa trên Linux và FreeBSD , với Linux chạy như hệ điều hành trực tiếp trên thiết bị phần cứng vật lý (bare metal) và FreeBSD chạy trên máy ảo QEMU. Vì FreeBSD là một dạng HĐH như Unix, người dùng có thể truy cập dòng lệnh shell Unix và thực thi các lệnh Unix thông thường. Junos chạy trên hầu hết hoặc tất cả các hệ thống phần cứng Juniper. Sau khi Juniper mua lại NetScreen, hãng đã tích hợp các chức năng bảo mật ScreenOS vào hệ điều hành mạng Junos của riêng mình.

## Giao diện dòng lệnh Junos (CLI)
Junos CLI là giao diện lệnh để cấu hình, khắc phục sự cố và giám sát thiết bị Juniper và lưu lượng mạng. Nó hỗ trợ hai loại chế độ lệnh.
- Chế độ hoạt động
- Chế độ cấu hình

Các chức năng của Chế độ hoạt động bao gồm kiểm soát môi trường dòng lệnh CLI, theo dõi trạng thái phần cứng và hiển thị thông tin về dữ liệu mạng.
Chế độ Cấu hình được sử dụng để cấu hình bộ định tuyến, bộ chuyển mạch hoặc thiết bị bảo mật Juniper, bằng cách thêm, xóa hoặc sửa đổi các câu lệnh trong cấu hình.

## Junos SDK
Thông qua Mạng phát triển Juniper (Juniper Developer Network - JDN)  Juniper Networks cung cấp Junos SDK cho khách hàng và nhà phát triển bên thứ 3 muốn phát triển ứng dụng cho các thiết bị do Junos Networks cung cấp như bộ định tuyến, bộ chuyển mạch và hệ thống cổng dịch vụ (service gateway) của Juniper Networks. Junos SDK cung cấp một bộ công cụ và giao diện lập trình ứng dụng (Application Programming Interfaces - API), bao gồm các giao diện để định tuyến, bộ lọc tường lửa (firewall filter), giao diện người dùng (UI) và các chức năng về lưu lượng (traffic). Juniper Networks cũng sử dụng SDK Junos trong nội bộ để phát triển các thành phần của Junos và nhiều ứng dụng Junos như OpenFlow cho Junos và các dịch vụ lưu lượng khác.

## Thị phần
Tính đến năm 2016, Juniper nắm giữ 16,9% thị phần thiết bị chuyển mạch (Ethernet Switching) và 16,1% thị phần thiết bị định tuyến cho doanh nghiệp (Enterprise Routing). Juniper đã thu về 2,353 triệu USD doanh thu từ thiết bị định tuyến, 858 triệu USD doanh thu từ thiết bị chuyển mạch và 318 triệu USD từ thiết bị bảo mật trong năm 2016.
Hầu hết doanh thu của Juniper bắt nguồn từ Châu Mỹ (2,969 USD); Châu Âu, Trung Đông và Châu Phi (1,238 triệu USD) và Châu Á (783 triệu USD) năm 2016.